# Ranking da CAF
O CAF 5-Ano de Classificação é usado pela Confederação Africana de Futebol (CAF) para determinar o número de clubes que cada CAF associação membro pode entrar em África's clube de futebol, competições, a CAF Champions League e a Copa da Confederação africana. Actualmente, as associações classificadas nas primeiras doze poderá inserir dois lados em cada um dos dois torneios continentais, enquanto os restantes associações são limitados a um único lado em cada competição.

## Introdução do ranking
Antes de 2004, a CAF realizou três torneios de clubes ( Liga dos Campeões da CAF, a recopa Africana, e a Copa da CAF) com cada associação poderá entrar em um único lado em cada torneio.
Começando a temporada de 2004, a recopa e a Copa da CAF foram combinadas em um novo torneio, a Copa da Confederação africana. Em vez de limitar todas as associações para apenas duas posições no CAF torneios, a CAF decidiu permitir que as principais nações duas entradas para o novo torneio, e também permitir-lhes uma segunda entrada na Liga dos Campeões.
Como com o ranking da UEFA utilizados para sua torneios do clube, o CAF ranking é baseado nos resultados obtidos em cada um dos últimos cinco concluída temporadas do clube (todas com a mesma ponderação). Existem algumas diferenças, nomeadamente:
- Mais torneios estão incluídas (o CAF Super Cup e a Copa do Mundo de clubes também permitir que as equipes de obter pontos)
- Os resultados anuais não são calculados pelo número de participantes de uma associação tem (tão altamente classificado, associações de ter uma maior capacidade de obter pontos)
- Não são concedidos pontos para o resultado dos jogos, apenas o último nível de avanço (como vencedor, ou posição na fase de grupos) determina pontos no ranking
- Apenas as equipes que avançam para a final de oito equipas em cada torneio clube pode obter pontos

### O sistema de classificação inicial
A classificação inicial (para 2004 torneios) foi feita de acordo com o desempenho das associações nos últimos 5 anos (1998 a 2002) no clube em competições realizadas pela Confederação Africana de Futebol.
De acordo com este sistema, as associações foram selecionados Tunísia (36 pontos), Egito (31 pontos), Costa do Marfim (27 pontos), Marrocos (24 pontos), África do Sul (17 pontos), Argélia (17 pontos), Camarões (14 pontos), Gana (12 pontos), Angola (12 pontos), Nigéria (10 pontos), a República Democrática do Congo (8 pontos), e Senegal (6 pontos).

### A temporada de 2005 controvérsia
Em julho de 2004, a Confederação Africana de Futebol informou os seus membros de que o sistema de classificação para admissão aos diferentes tipos de copos para a temporada de 2005 seria feito de acordo com o mesmo período de 1998-2002 de classificação utilizados para a temporada de 2004. É desconhecido porque a CAF não calcular um 1999-2003 ranking (seguinte da UEFA prática de atualização de seu ranking de cada época), como parece ter sido tempo suficiente para fazer isso. Desde então, tornou-se CAF política para adotar um ano mais velho de classificação para as competições da nova temporada. Assim, para a temporada de 2012, as classificações foram baseadas em resultados de 2006 a 2010.

### Temporada 2011 alteração
Em dezembro de 2010, a CAF alterado o sistema de classificação, removendo os componentes da supercopa e a Copa do Mundo de clubes, e a ponderação mais recentes resultados mais altamente. Para 2011, competições, resultados a partir de estações de 2005 a 2009 foram ainda utilizados, mas os pontos a partir de 2009, foram multiplicados por 5, a partir de 2008 por 4 e assim por diante.

## Critérios para atribuição de pontos
A CAF aprovou seus critérios básicos, com base em critérios utilizados para a eleição do CAF Clubes do Século 20, em 2000, para a atribuição de pontos em 2003. Desde então, a única alteração (adicionado em 2005) foi a adição de critérios que premia clubes que avançam para as semi-finais da Copa do Mundo de clubes. Esta metodologia também tem sido usado para criar um ranking de clubes da CAF (adicionando os pontos que teriam sido obtidos por cada clube, com base em seus resultados desde 1965).
A tabela abaixo mostra os anos, durante os quais o torneio foi executado (embora, para o CAF 5 anos rankings de resultados, desde 1998, têm contado). Desde 2011, a supercopa e a Copa do Mundo de clubes foram excluídos.
| Competição                            | 6 Pontos                              | 5 Pontos                              | 4 Pontos                              | 3 Pontos                                  | 2 Pontos                              | 1 Ponto                               |
| Concursos utilizados no atual ranking | Concursos utilizados no atual ranking | Concursos utilizados no atual ranking | Concursos utilizados no atual ranking | Concursos utilizados no atual ranking     | Concursos utilizados no atual ranking | Concursos utilizados no atual ranking |
| ------------------------------------- | ------------------------------------- | ------------------------------------- | ------------------------------------- | ----------------------------------------- | ------------------------------------- | ------------------------------------- |
| Liga dos Campeões da CAF 1997-        | Campeão                               | Vice-campeão                          | Semi-finalista                        | 3º na Fase de grupos                      | 4º na Fase de grupos                  |                                       |
| Copa da Confederação africana 2004-   | Campeão                               | Vice-campeão                          | Semi-finalista                        | 3º na Fase de grupos 4º na Fase de grupos |                                       |                                       |
| Concursos anteriores classificações   |                                       |                                       |                                       |                                           |                                       |                                       |
| A CAF Super Cup 1992-2010             | Campeão                               |                                       |                                       |                                           |                                       |                                       |
| Copa do Mundo de clubes 2005-2010     | Campeão                               | Vice-campeão 3º Lugar                 | 4º Lugar                              |                                           |                                       |                                       |

### Fator de ponderação
Desde 2011, a CAF competições, ao calcular o ranking, pontos foram ponderados de acordo com o ano de resultados. Por exemplo, para os pontos do ranking calculado com base em performances no continental club campeonato para o período de 2009-2013, os pontos são multiplicados por um coeficiente, de acordo com o ano como a seguir:
- 2013 – 5
- 2012 – 4
- 2011 – 3
- 2010 – 2
- 2009 – 1

## Associação ranking

### Ranking para 2011-2016 CAF competições
Legenda
- Associations ranked 1–12 and eligible to enter two teams in each CAF tournament (Champions League and Confederation Cup)
- NR: Sem classificação

| Association      | Rank (Points) | Rank (Points) | Rank (Points) | Rank (Points) | Rank (Points) | Rank (Points) |
| Association      | 2011          | 2012          | 2013          | 2014          | 2015          | 2016          |
| ---------------- | ------------- | ------------- | ------------- | ------------- | ------------- | ------------- |
| Predefinição:Nfa | 1 (98)        | 1 (97)        | 1 (100)       | 1 (85)        | 1 (106)       | 1 (105)       |
| Predefinição:Nfa | 2 (83)        | 2 (81)        | 3 (64)        | 2 (70)        | 2 (80)        | 2 (81)        |
| Congo DR         | 5 (46)        | 3 (60)        | 5 (49)        | 6 (48)        | 3 (46)        | 3 (63)        |
| Predefinição:Nfa | 6 (27)        | 6 (45)        | 7 (43)        | 7 (40)        | T-7 (32)      | 4 (44)        |
| Sudan            | 4 (50)        | 5 (47)        | 6 (47)        | 4 (54)        | 6 (37)        | 5 (33)        |
| Predefinição:Nfa | 7 (22)        | T-12 (13)     | T-12 (11)     | T-15 (6)      | 13 (13)       | 6 (30)        |
| Predefinição:Nfa | T-8 (20)      | 7 (27)        | 4 (62)        | 5 (53)        | 4 (44)        | 7 (29)        |
| Predefinição:Nfa | 10 (19)       | 11 (14)       | 8 (19)        | 11 (12)       | T-9 (21)      | T-8 (26)      |
| Predefinição:Nfa | NR            | NR            | NR            | 9 (20)        | T-9 (21)      | T-8 (26)      |
| Mali             | T-8 (20)      | 8 (21)        | 10 (16)       | 8 (31)        | T-7 (32)      | T-8 (26)      |
| Nigeria          | 3 (75)        | 4 (58)        | 2 (70)        | 3 (63)        | 5 (41)        | 11 (22)       |
| Predefinição:Nfa | T-14 (10)     | T-16 (5)      | 17 (1)        | NR            | 11 (20)       | 12 (16)       |
| Predefinição:Nfa | 11 (18)       | T-12 (13)     | 9 (18)        | 10 (18)       | 12 (17)       | 13 (11)       |
| Predefinição:Nfa | 16 (9)        | 10 (16)       | T-12 (11)     | T-15 (6)      | T-16 (4)      | 14 (7)        |
| Predefinição:Nfa | 13 (12)       | 15 !15 (6)    | 16 !16 (2)    | 12 !12 (11)   | 14 !14 (8)    | 15 !T-15 (6)  |
| Zambia           | 14 !T-14 (10) | 12 !T-12 (13) | 14 !14 (10)   | 14 !14 (7)    | 16 !T-16 (4)  | 15 !T-15 (6)  |
| Predefinição:Nfa | 99 !NR        | 99 !NR        | 99 !NR        | 99 !NR        | 15 !15 (5)    | 17 !17 (4)    |
| Niger            | 99 !NR        | 16 !T-16 (5)  | 15 !15 (4)    | 17 !17 (3)    | 19 !19 (2)    | 18 !T-18 (1)  |
| Zimbabwe         | 12 !12 (17)   | 09 !9 (18)    | 11 !11 (13)   | 13 !13 (8)    | 18 !18 (3)    | 18 !T-18 (1)  |
| Predefinição:Nfa | 17 !17 (2)    | 18 !18 (1)    | 99 !NR        | 99 !NR        | 99 !NR        | 99 !NR        |
| Predefinição:Nfa | 18 !T-18 (1)  | 99 !NR        | 99 !NR        | 99 !NR        | 99 !NR        | 99 !NR        |
| Predefinição:Nfa | 18 !T-18 (1)  | 99 !NR        | 99 !NR        | 99 !NR        | 99 !NR        | 99 !NR        |

Nota: CAF não publicar qualquer tiebreaking critérios para determinar o 12º classificado da associação. Em 2012, a Costa do Marfim receberam duas entradas em cada torneio, enquanto Angola e Zâmbia só recebeu uma entrada em cada um. Em 2013, Costa do Marfim receberam duas entradas em cada torneio, enquanto a Líbia recebeu apenas uma entrada em cada um.

### Ranking para competições da CAF de 2017
Ranking de 2017 Liga dos Campeões da CAF e 2017 CAF Confederation Cup vai ser baseado em resultados de cada CAF torneio (Champions League e da Confederação de futebol), de 2011 a 2015.
Legenda
- CL: Liga dos Campeões da CAF
- CC: Copa da Confederação africana
- Associations ranked 1–12 and eligible to enter two teams in each CAF tournament (Champions League and Confederation Cup)

| Rank | Association      | 2011 (× 1) | 2011 (× 1) | 2012 (× 2) | 2012 (× 2) | 2013 (× 3) | 2013 (× 3) | 2014 (× 4) | 2014 (× 4) | 2015 (× 5) | 2015 (× 5) | Total |
| Rank | Association      | CL         | CC         | CL         | CC         | CL         | CC         | CL         | CC         | CL         | CC         | Total |
| ---- | ---------------- | ---------- | ---------- | ---------- | ---------- | ---------- | ---------- | ---------- | ---------- | ---------- | ---------- | ----- |
| 1    | Predefinição:Nfa | 5          | 3          | 4          | 0          | 3          | 7          | 5          | 1          | 0          | 6          | 100   |
| 2    | Predefinição:Nfa | 2          | 0          | 6          | 0          | 7          | 0          | 1          | 4          | 1          | 4          | 80    |
| 3    | Congo DR         | 0          | 1          | 3          | 0          | 0          | 3          | 7          | 0          | 5          | 0          | 69    |
| 4    | Predefinição:Nfa | 1          | 1          | 2          | 0          | 0          | 1          | 5          | 0          | 7          | 0          | 64    |
| 5    | Sudan            | 3          | 0          | 0          | 5          | 0          | 0          | 2          | 0          | 6          | 0          | 51    |
| 6    | Predefinição:Nfa | 0          | 0          | 0          | 0          | 4          | 0          | 0          | 0          | 0          | 3          | 27    |
| 7    | Predefinição:Nfa | 0          | 0          | 0          | 4          | 1          | 0          | 0          | 2          | 0          | 1          | 24    |
| 7    | Predefinição:Nfa | 5          | 4          | 0          | 1          | 0          | 1          | 0          | 0          | 2          | 0          | 24    |
| 9    | Predefinição:Nfa | 0          | 1          | 0          | 0          | 2          | 0          | 0          | 4          | 0          | 0          | 23    |
| 9    | Mali             | 0          | 0          | 0          | 4          | 0          | 2          | 0          | 1          | 0          | 1          | 23    |
| 11   | Predefinição:Nfa | 2          | 0          | 0          | 0          | 3          | 0          | 0          | 2          | 0          | 0          | 19    |
| 12   | Nigeria          | 3          | 3          | 3          | 0          | 0          | 0          | 0          | 0          | 0          | 0          | 12    |
| 13   | Predefinição:Nfa | 0          | 2          | 0          | 1          | 1          | 0          | 0          | 0          | 0          | 0          | 7     |
| 14   | Predefinição:Nfa | 0          | 0          | 2          | 0          | 0          | 0          | 0          | 0          | 0          | 0          | 4     |
| 14   | Predefinição:Nfa | 0          | 0          | 0          | 0          | 0          | 0          | 1          | 0          | 0          | 0          | 4     |
| 14   | Zambia           | 0          | 0          | 0          | 0          | 0          | 0          | 0          | 1          | 0          | 0          | 4     |
| 17   | Predefinição:Nfa | 0          | 0          | 0          | 0          | 0          | 1          | 0          | 0          | 0          | 0          | 3     |

### Ranking para 2018 CAF competições
Ranking para 2018 Liga dos Campeões da CAF e 2018 CAF Confederation Cup vai ser baseado em resultados de cada CAF torneio (Champions League e da Confederação de futebol), a partir de 2012 a 2016.
- CL: Liga dos Campeões da CAF
- CC: Copa da Confederação africana
- Associations ranked 1–12 and eligible to enter two teams in each CAF tournament (Champions League and Confederation Cup)

| Rank | Association      | 2012 (× 1) | 2012 (× 1) | 2013 (× 2) | 2013 (× 2) | 2014 (× 3) | 2014 (× 3) | 2015 (× 4) | 2015 (× 4) | 2016 (× 5) | 2016 (× 5) | Total |
| Rank | Association      | CL         | CC         | CL         | CC         | CL         | CC         | CL         | CC         | CL         | CC         | Total |
| ---- | ---------------- | ---------- | ---------- | ---------- | ---------- | ---------- | ---------- | ---------- | ---------- | ---------- | ---------- | ----- |
| 1    | Predefinição:Nfa | 6          | 0          | 7          | 0          | 1          | 4          | 1          | 4          | 6          | 0          | 85    |
| 2    | Predefinição:Nfa | 4          | 0          | 3          | 7          | 5          | 1          | 0          | 6          | 0          | 2          | 76    |
| 3    | Congo DR         | 3          | 0          | 0          | 3          | 7          | 0          | 5          | 0          | 0          | 4          | 70    |
| 4    | Predefinição:Nfa | 2          | 0          | 0          | 1          | 5          | 0          | 7          | 0          | 0          | 3          | 62    |
| 5    | Predefinição:Nfa | 0          | 0          | 4          | 0          | 0          | 0          | 0          | 3          | 5          | 0          | 45    |
| 6    | Predefinição:Nfa | 0          | 1          | 0          | 1          | 0          | 0          | 2          | 0          | 3          | 3          | 41    |
| 7    | Sudan            | 0          | 5          | 0          | 0          | 2          | 0          | 6          | 0          | 0          | 0          | 35    |
| 8    | Predefinição:Nfa | 0          | 0          | 2          | 0          | 0          | 4          | 0          | 0          | 1          | 0          | 21    |
| 9    | Zambia           | 0          | 0          | 0          | 0          | 0          | 1          | 0          | 0          | 3          | 0          | 18    |
| 10   | Predefinição:Nfa | 0          | 4          | 1          | 0          | 0          | 2          | 0          | 1          | 0          | 0          | 16    |
| 11   | Mali             | 0          | 4          | 0          | 2          | 0          | 1          | 0          | 1          | 0          | 0          | 15    |
| 12   | Nigeria          | 3          | 0          | 0          | 0          | 0          | 0          | 0          | 0          | 2          | 0          | 13    |
| 13   | Predefinição:Nfa | 0          | 0          | 3          | 0          | 0          | 2          | 0          | 0          | 0          | 0          | 12    |
| 14   | Predefinição:Nfa | 0          | 0          | 0          | 0          | 1          | 0          | 0          | 0          | 0          | 1          | 8     |
| 15   | Predefinição:Nfa | 2          | 0          | 0          | 0          | 0          | 0          | 0          | 0          | 0          | 1          | 7     |
| 16   | Predefinição:Nfa | 0          | 0          | 0          | 0          | 0          | 0          | 0          | 0          | 0          | 1          | 5     |
| 17   | Predefinição:Nfa | 0          | 1          | 1          | 0          | 0          | 0          | 0          | 0          | 0          | 0          | 3     |
| 18   | Predefinição:Nfa | 0          | 0          | 0          | 1          | 0          | 0          | 0          | 0          | 0          | 0          | 2     |

## A classificação dos clubes
A classificação dos clubes é usada para propagação no CAF competições.
Legenda
- Enter 2017 CAF Champions League
- Enter 2017 CAF Confederation Cup

| Rank | Club                 | 2012 (× 1) | 2013 (× 2) | 2014 (× 3) | 2015 (× 4) | 2016 (× 5) | Total |
| ---- | -------------------- | ---------- | ---------- | ---------- | ---------- | ---------- | ----- |
| 1    | TP Mazembe           | 3          | 3          | 3          | 5          | 4          | 58    |
| 2    | Al-Ahly              | 5          | 5          | 4          | 2          | 2          | 45    |
| 3    | Zamalek              | 1          | 2          | 1          | 2          | 4          | 36    |
| 4    | Étoile du Sahel      | 0          | 1          | 1          | 4          | 2          | 31    |
| 5    | ES Sétif             | 0          | 1          | 5          | 2          | 0          | 25    |
| 5    | Mamelodi Sundowns    | 0          | 0          | 0          | 0          | 5          | 25    |
| 7    | CS Sfaxien           | 0          | 4          | 3          | 1          | 0          | 21    |
| 8    | Orlando Pirates      | 0          | 4          | 0          | 3          | 0          | 20    |
| 8    | Al-Hilal             | 2          | 0          | 2          | 3          | 0          | 20    |
| 8    | Espérance de Tunis   | 4          | 3          | 2          | 1          | 0          | 20    |
| 11   | USM Alger            | 0          | 0          | 0          | 4          | 0          | 16    |
| 11   | AC Léopards          | 4          | 1          | 2          | 1          | 0          | 16    |
| 11   | Wydad Casablanca     | 1          | 0          | 0          | 0          | 3          | 16    |
| 14   | MO Béjaïa            | 0          | 0          | 0          | 0          | 3          | 15    |
| 14   | ZESCO United         | 0          | 0          | 0          | 0          | 3          | 15    |
| 16   | Al-Merrikh           | 2          | 0          | 0          | 3          | 0          | 14    |
| 17   | Séwé Sport           | 0          | 2          | 3          | 0          | 0          | 13    |
| 18   | Coton Sport          | 0          | 3          | 2          | 0          | 0          | 12    |
| 18   | AS Vita Club         | 0          | 0          | 4          | 0          | 0          | 12    |
| 18   | FUS Rabat            | 0          | 1          | 0          | 0          | 2          | 12    |
| 21   | Enyimba              | 0          | 0          | 0          | 0          | 2          | 10    |
| 22   | Stade Malien         | 1          | 2          | 0          | 1          | 0          | 9     |
| 23   | ASEC Mimosas         | 0          | 0          | 1          | 0          | 1          | 8     |
| 23   | Moghreb Tétouan      | 0          | 0          | 0          | 2          | 0          | 8     |
| 25   | Medeama              | 0          | 0          | 0          | 0          | 1          | 5     |
| 25   | Al-Ahli Tripoli      | 0          | 0          | 0          | 0          | 1          | 5     |
| 25   | Kawkab Marrakech     | 0          | 0          | 0          | 0          | 1          | 5     |
| 25   | Young Africans       | 0          | 0          | 0          | 0          | 1          | 5     |
| 29   | MC El Eulma          | 0          | 0          | 0          | 1          | 0          | 4     |
| 29   | Smouha               | 0          | 0          | 0          | 1          | 0          | 4     |
| 29   | CA Bizertin          | 0          | 2          | 0          | 0          | 0          | 4     |
| 32   | Al-Ahly Benghazi     | 0          | 0          | 1          | 0          | 0          | 3     |
| 32   | AS Real Bamako       | 0          | 0          | 1          | 0          | 0          | 3     |
| 32   | Djoliba              | 3          | 0          | 0          | 0          | 0          | 3     |
| 32   | Sunshine Stars       | 3          | 0          | 0          | 0          | 0          | 3     |
| 32   | Nkana                | 0          | 0          | 1          | 0          | 0          | 3     |
| 37   | ASO Chlef            | 2          | 0          | 0          | 0          | 0          | 2     |
| 37   | Recreativo do Libolo | 0          | 1          | 0          | 0          | 0          | 2     |
| 37   | Saint George         | 0          | 1          | 0          | 0          | 0          | 2     |
| 37   | Berekum Chelsea      | 2          | 0          | 0          | 0          | 0          | 2     |
| 41   | Inter de Luanda      | 1          | 0          | 0          | 0          | 0          | 1     |
| 41   | Al-Ahly Shendi       | 1          | 0          | 0          | 0          | 0          | 1     |

## Resultados dos Clubes
Clube de resultados da temporada atual e anterior de cinco temporadas.
| 2011 | CL | Espérance de Tunis | Wydad Casablanca   |                                    |                                                                      |                                               |
| 2011 | CC | MAS Fez            | Club Africain      |                                    |                                                                      |                                               |
| 2012 | CL | Al-Ahly            | Espérance de Tunis | - TP Mazembe - Sunshine Stars      | - ASO Chlef - Berekum Chelsea                                        | - Zamalek - Étoile du SahelPredefinição:Cref2 |
| 2012 | CC | AC Léopards        | Djoliba            | - Al-Hilal - Al-Merrikh            | - Inter de Luanda - Stade Malien - Wydad Casablanca - Al-Ahly Shendi |                                               |
| 2013 | CL | Al-Ahly            | Orlando Pirates    | - Coton Sport - Espérance de Tunis | - Séwé Sport - Zamalek                                               | - Recreativo do Libolo - AC Léopards          |
| 2013 | CC | CS Sfaxien         | TP Mazembe         | - Stade Malien - CA Bizertin       | - ES Sétif - Saint George - FUS Rabat - Étoile du Sahel              |                                               |
| 2014 | CL | ES Sétif           | AS Vita Club       | - TP Mazembe - CS Sfaxien          | - Al-Hilal - Espérance de Tunis                                      | - Zamalek - Al-Ahly Benghazi                  |
| 2014 | CC | Al-Ahly            | Séwé Sport         | - Coton Sport - AC Léopards        | - ASEC Mimosas - AS Real Bamako - Étoile du Sahel - Nkana            |                                               |
| 2015 | CL | TP Mazembe         | USM Alger          | - Al-Hilal - Al-Merrikh            | - ES Sétif - Moghreb Tétouan                                         | - MC El Eulma - Smouha                        |
| 2015 | CC | Étoile du Sahel    | Orlando Pirates    | - Al-Ahly - Zamalek                | - AC Léopards - Stade Malien - CS Sfaxien - Espérance de Tunis       |                                               |
| 2016 | CL | Mamelodi Sundowns  | Zamalek            | - Wydad Casablanca - ZESCO United  | - Al-Ahly - Enyimba                                                  | - ES SétifPredefinição:Cref2 - ASEC Mimosas   |
| 2016 | CC | TP Mazembe         | MO Béjaïa          | - FUS Rabat - Étoile du Sahel      | - Medeama - Al-Ahli Tripoli - Kawkab Marrakech - Young Africans      |                                               |